# Rod Picott
Rod Picott, (New Hampshire, 3 november 1964) is een Amerikaanse singer-songwriter uit Nashville (Tennessee)

## Jeugd
Rod Picott verhuisde als kind naar South Berwick (Maine) waar hij als schoolkind bevriend raakte met Slaid Cleaves. Ze maakten jaren samen muziek; het samen geschreven liedje Broke Down was in 2000 een van de meest gespeelde nummers op de Americana-zenders in de Verenigde Staten.

## Carrière
Het succes van Broke Down moedigde Picott aan zijn deeltijdbaan in de bouw (hij monteerde gipsplaten) op te zeggen en zich volledig met muziek bezig te houden. In 2001 nam hij Tiger Tom Dixon’s Blues op, met zijn eigen versie van Broke Down. Een jaar later volgde Stray Dogs, met daarop het nummer Circusgirl waarbij Alison Krauss de tweede stem zingt. Deze werd door de luisteraars van het KRO-radioprogramma American Connection op de 21e plaats op de album-top 25 gezet. In 2004 had hij van beide albums samen 10.000 exemplaren verkocht. Later dat jaar bracht hij Girl From Arkansas uit, in 2005 gevolgd door een live-album Travel Log met zijn vriend, dobro-speler Matt Mauch.
Zijn volgende album, Summerbirds, verscheen in 2007 en was aanvankelijk alleen bij optredens en via zijn website te koop, maar verscheen later toch ook in de reguliere (gespecialiseerde) platenzaken. De reacties op dit album waren in Nederland betrekkelijk lauw. In 2006 ontmoette Picott de violiste Amanda Shires en in de volgende jaren trad hij met haar op in de Verenigde Staten en Europa. In 2008 verscheen hun gezamenlijke album Sew your heart with wires, waarvan ze de nummers samen schreven. Op Welding Burns uit 2011 zingt en speelt Shires nog mee, maar de nummers zijn van de hand van Picott (die drie van de tien nummers samen met Slaid Cleaves schreef). Hang your Hopes on a Crooked Nail uit 2013 neigt wat meer naar Rock, maar is nog steeds een echt Americana-album.
Picott staat regelmatig in het voorprogramma van Alison Krauss of Slaid Cleaves, maar treedt ook als hoofdact op.

## Optredens in Nederland

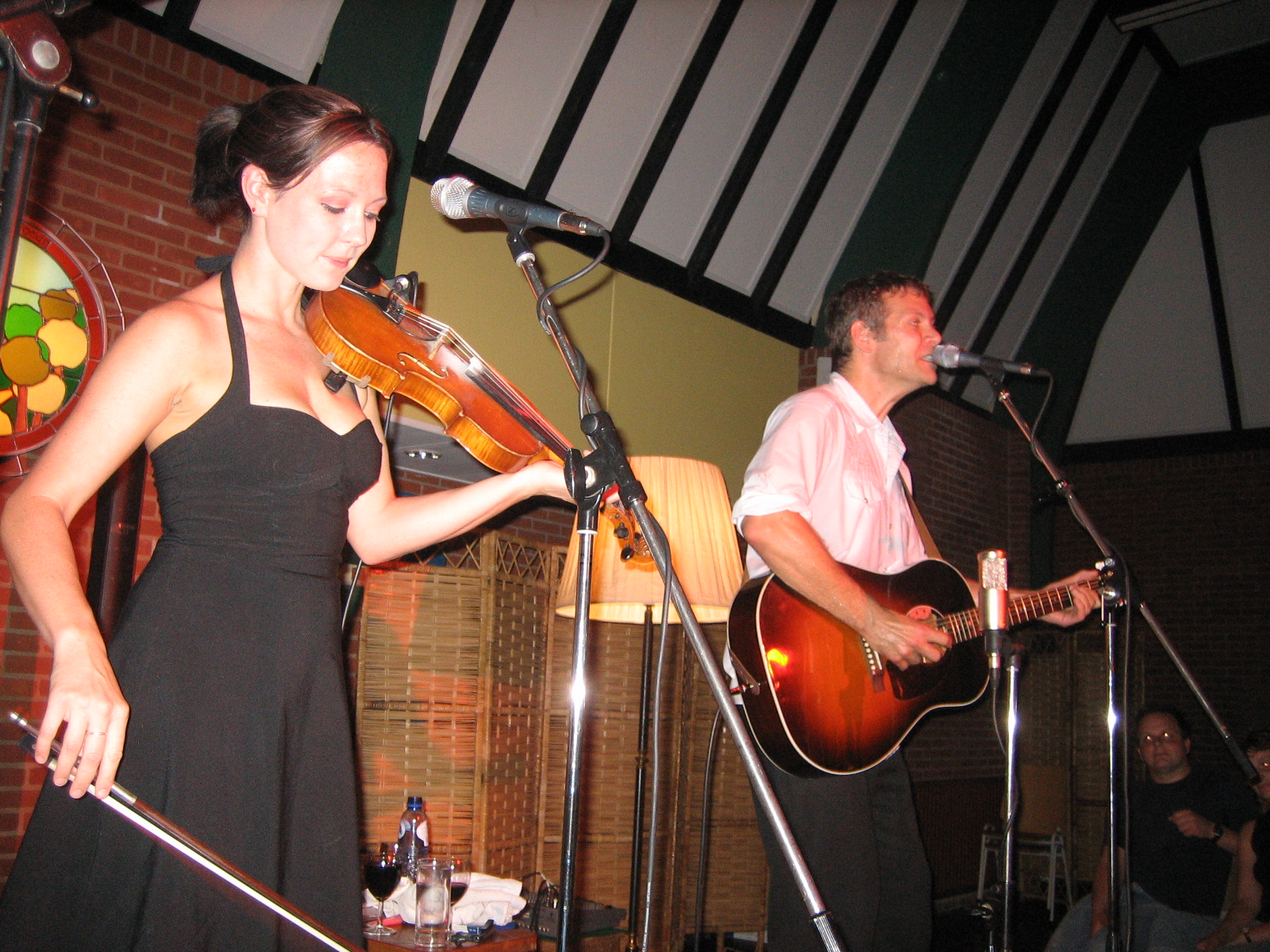
Amanda Shires en Rod Picott tijdens een optreden In the Woods te Lage Vuursche (5 juni 2007)

- april 2003: onder andere Blue Highways (Vredenburg, Utrecht)
- oktober 2004: onder andere Roots of Heaven (Patronaat, Haarlem)
- oktober 2005: onder andere Take Root (Assen)
- mei-juni 2007, met violiste Amanda Shires: onder andere Cambrinus (Horst), In the Woods (Lage Vuursche), Pleintheater (Amsterdam) en een optreden bij Studio6 op Radio 6
- mei 2009, met violiste Amanda Shires: onder andere Take 5 (Venlo), De Schalm (Westwoud), Café Trianon (Nijmegen), Jozef Theater (Volendam), OBA Live op Radio 6, Amsterdam City Limits (Amsterdam)
- oktober 2013: Paradiso (Amsterdam), Borger, Perron 55 (Venlo), Het Witte Paard (Rotterdam), Musemix (Den Haag), De Schalm (Westwoud)

## Discografie
- Tiger Tom Dixon’s Blues (2001)
- Stray Dogs (2002)
- Girl From Arkansas (2004)
- Travel Log Volume One (2005)
- Summerbirds (2007)
- Sew your heart with wires (2008) met Amanda Shires
- Welding Burns (2011)
- Hang your Hopes on a Crooked Nail (2013)
- Fortune (2015)